# 나미
나미(羅美, 1957년 11월 11일 (음력 10월 9일) ~ )는 1980년대 〈빙글빙글〉등 댄스뮤직으로 큰 인기를 얻은 대한민국의 가수이다.

## 생애
동두천 미군기지 부근 레코드 가게 주인의 딸로 태어나 어린 시절부터 미8군 무대에서 활동을 시작했다. 초등
학생이었던 1967년엔 이미자의 일대기를 다룬 영화 《엘레지의 여왕》에서 이미자의 아역을, 이듬해 윤복희의 일대기를 다룬 《미니 아가씨》에서 윤복희의 아역을 연기하기도 했다.
청소년 시절에는 〈해피돌즈〉라는 그룹의 보컬로 베트남 위문공연을 비롯하여 미군이 주관한 공연활동을 하였다. 1978년 〈해피돌즈〉가 해산되고, 나미라는 예명을 사용하여 본격적으로 솔로 가수 활동을 시작한다. 이때의 밴드와 함께 했을 당시의 밴드명은 〈나미와 머슴아들〉이었다.
나미는 콧소리가 들어간 허스키한 목소리로 1980년대부터 90년대 초까지 활동하며 〈영원한 친구〉(장세용 작사/작곡), 〈슬픈인연〉(작사: 박건호/작곡: 우자키 류도, 편곡: 김명곤, 원곡가수: 하시 유키오),〈빙글빙글〉(박건호 작사/김명곤 작.편곡), 〈아리랑 처녀〉(박건호 작사/최주호 작곡/이자연 1995년 리메이크) 〈마지막 인사〉(박춘석 작사/작곡)등의 히트곡을 남겼는데 한동안 개인사정 때문에 활동을 중단했다가 <빙글빙글>의 히트로 연예계에 복귀했다.
1989년 6집에서 처음에는 트로트 발라드 〈미움인지 그리움인지〉(정욱작사/정풍송 작곡)로 활동하다가 수록곡이었던 〈인디언 인형처럼〉(김순곤 작사/이호준 작.편곡)이 반응이 왔고, 나미는 새로운 시도를 위해
1990년 붐붐과 함께 〈나미와 붐붐〉을 결성하여 〈인디언 인형처럼〉을 리믹스 싱글로 다시 내놓아 크게 히트시킨다.
붐붐은 신철과 이정효로 이루어진 더블 DJ로 독립된 활동을 하고 있었다. 이들은 검은 옷, 바가지머리에 검은 선글라스를 쓰고 춤과 랩을 했고, 토끼춤을 유행시키기도 했는데 7집이 본인의 마지막 정규앨범이 됐다.
당시 매니저였던 최봉호씨와 결혼했으며 두 아들을 두었고, 아들 중 최정철은 가수로 활동하고 있다.

## 방송
- 1984년 KBS1 특집드라마 《탈선 춘향전》

## 음반 목록
- 1976년 [캐나다 발매] 그룹 <해피돌스> 앨범
- 1979년 [정규] 나미와 머슴아들 - 미운정 고운정, 영원한 친구
- 1980년 [정규] 나미 지구전속1집 - 난 사랑했어요, 좋아해
- 1981년 [정규] 나미 지구전속2집 - 국제선 대합실, 언제까지나
- 1982년 [정규] 나미'82 - 마지막 인사, 이럴수가 없어요, 가는님
- 1983년 [정규] 나미'83 - 기다림은 멀어라, 흰구름, 애니의 연가
- 1984년 [정규] 나미 골든앨범 - 빙글빙글, 아리랑 처녀
- 1985년 [정규] 나미 4집 - 유혹하지 말아요, 보이네, 슬픈인연
- 1986년 [BEST] 나미 대표곡모음 - 모른척하네요, 난 사랑했어요
- 1987년 [정규] 나미 5집 - 사과하나, 사랑이란 묘한거야
- 1989년 [정규] 나미 6집 - 인디안 인형처럼, 아무말 않으리, 미움인지 그리움인지
- 1990년 [싱글] 나미와붐붐 DJ Remix 싱글 - 인디안 인형처럼
- 1992년 [정규] 나미 7집 - 변신, 가까이 하고픈 그대
- 1993년 [스페샬] 나미/윤시내(듀엣앨범) - 그대 떠나버리면, 내게 남겨진 시간
- 1996년 [싱글] a Long Winter - 오랜 겨울, 설득
- 2002년 [BEST] 나미 골든히트 1, 2집
- 2008년 [BEST] Nami Best:  My Story And... 45 (1962-2007)
- 2013년 [싱글] 보여 (Voyeur)

## 수상
- 1985년 - MBC 10대 가수상 <빙글빙글>, <유혹하지 말아요>
- 1986년 - MBC 10대 가수상 <슬픈인연>, <보이네>
- 1987년 - 골든 디스크 본상, KBS 가요대상 올해의 가수상 <사랑이란 묘한거야>
- 1990년 - 골든 디스크 본상, KBS 가요대상 올해의 가수상 <인디안 인형처럼>

## CF
- 1985년 ~ 1987년 에바스화장품 (Feat. 이홍렬)
- 1990년 CJ제일제당 백설햄 "피자 후랑크" (Feat. 이경진)